# گرهارد هیر
گرهارد هیر (انگلیسی: Gerhard Heer؛ زادهٔ ۱۹ دسامبر ۱۹۵۵) شمشیرباز اهل آلمان بود.
وی در مسابقات کشوری و بین‌المللی در مجموع برندهٔ ۱ مدال طلا شده‌است.